# X.Org Foundation

X.Org Foundation のロゴ

X.Org Foundationは、X Window System や X.Org Server の開発を行っている非営利組織。2004年1月22日設立。
ライセンス問題からXFree86の中核メンバーが分離し、設立された。問題の発端は、2004年2月29日にリリースされたXFree86 4.4.0にある。XFree86 Projectが、4.4.0を公開する時に従来のMIT Licenseとは異なる旧BSDライセンスの宣伝条項に似た項目を追加した新たなライセンスでこれを公開した。このライセンスがGPLv2の第6項、GPLv3の第10項と矛盾するために（宣伝条項は「さらなる権利制限」"further restrictions"に該当する）、他のGPLプログラムとXFree86 4.4.0以降のバージョンがリンク出来ないと言う問題が生じた。このライセンス形態の変更と以前からのXFree86の開発プロセスの閉鎖性に不満を持ったXFree86の中核メンバーがXFree86 Projectを離脱、新たにX.Org Foundationを立ち上げた。
2004年4月に X.Org Server の最初のリリースであるX Window System Version 11 Release 6.7（X11R6.7）をリリースした。
2005年12月にリリースされたX11R7.0からはモノリシック構造のツリーとimakeによるビルドシステムから、モジュール化されたツリーとautotoolsによるビルドシステムに変更された。